# Schwarzbrustweih
Der Schwarzbrustweih (Hamirostra melanosternon, Synonym: Buteo melanosternon) auch Schwarzbrustmilan ist eine Greifvogelart aus der Unterfamilie der Wespenbussarde, die in Australien endemisch vorkommt.

## Merkmale
Die Vögel erreichen eine Gesamtlänge von 51 bis 61 Zentimeter, ein Gewicht von 1150 bis 1450 Gramm und eine Flügelspannweite von 141 bis 156 Zentimeter. Weibchen werden größer und schwerer als die Männchen. Altvögel sind vor allem schwärzlich-braun gefärbt, wobei die schwärzlichen Bereiche überwiegen. Jungvögel sind eher rotbraun und haben einen hellen Kopf. Im dritten oder vierten Lebensjahr können junge Schwarzbrustweih auch ein blasses Gefieder ausbilden. Verglichen mit dem nah verwandten und ebenfalls in Australien vorkommenden Milanweih (Lophoictinia isura) ist der Schwarzbrustweih kräftiger gebaut, hat einen größeren Schnabel, kräftigere Füße und einen kürzeren Schwanz.

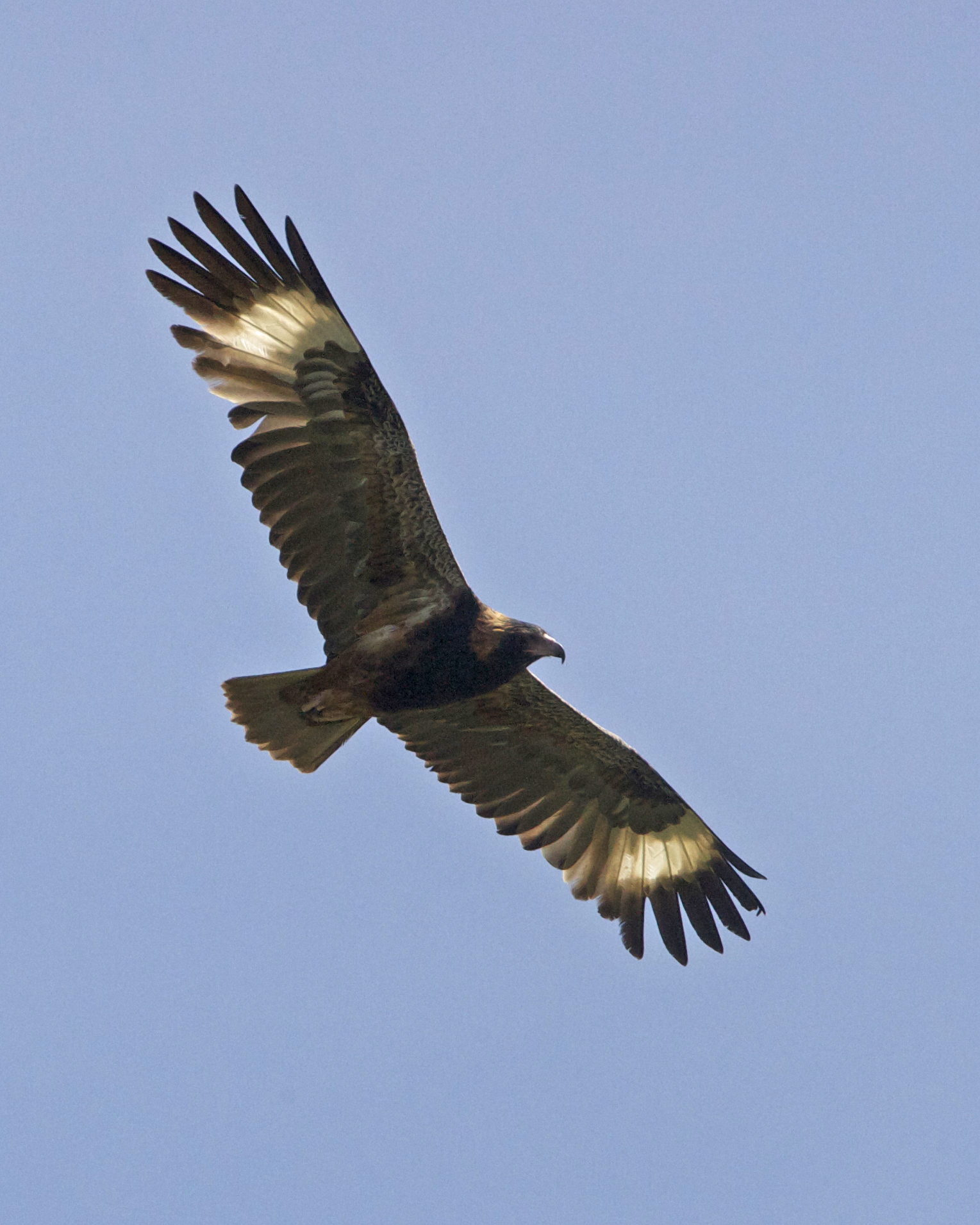
Fliegender Schwarzbrustweih

## Lebensraum und Lebensweise
Der Schwarzbrustweih lebt in Wüsten, Savannen, Steppen und lichten Trockenwäldern vom tropischen Norden Australiens bis ins trockene Zentrum des Kontinents. Er kommt von Meeresspiegelhöhe bis in Höhen von ca. 1000 Metern vor und vermeidet geschlossene Wälder. Wahrscheinlich gibt es sowohl Standvögel als auch ziehende Populationen. Während der Trockenzeit ziehen einige nach Norden, während der Regenzeit entfernen sich die Tiere von den feuchten tropischen Küsten und ziehen wieder ins Landesinnere. Schwarzbrustweihen ernähren sich von kleinen Säugetieren, vor allem von jungen Kaninchen, von Vögeln, Reptilien, Aas und gelegentlich auch von großen Insekten. Auch Eier und Nestlinge anderer Vögel, auch anderer Greifvögel, werden gefressen. Eier großer, bodenbrütender Vögel, sogar die des Emus, werden durch kräftige Schnabelhiebe oder, indem mit dem Schnabel Steine auf die Eier geschleudert werden, aufgebrochen. Die Nahrung wird in einem suchenden Gleitflug in niedriger Höhe aufgespürt.
Schwarzbrustweihen brüten von Juni bis Januar, in der Regel von September bis Dezember. Das Nest ist eine Plattform aus Ästen und Zweigen mit einem Durchmesser von 60 bis 120 cm und einer Höhe von 40 bis 80 cm, das 6 bis 22 Meter über dem Erdboden in Astgabeln lebender oder toter Bäume errichtet wird. Oben wird das Nest mit grünen Blättern gepolstert. Manchmal nistet der Schwarzbrustweih in der Nähe von Nestern anderer Greifvogelarten. Die Vögel sind in der Regel monogam. Über einen Zeitraum von vier Jahren wurde jedoch auch ein aus einem Weibchen und zwei Männchen bestehendes Trio beobachtet. Das Gelege umfasst normalerweise zwei, manchmal ein und selten drei Eier. In den meisten Fällen brütet nur das Weibchen, während das Männchen Nahrung beschafft. Die Brutdauer liegt bei 32 bis 38 Tagen. Die jungen Nestlinge haben ein weißes Daunengefieder. Der Bruterfolg liegt bei 62 % oder nur 1,3 Jungtier pro Nest wird nach 68 bis 73 Tagen flügge. Danach wird es noch über einen Zeitraum von mindestens zwei Monaten von den Eltern versorgt. Scheitert die Brut vollständig, so kann eine zweite Brut im gleichen Jahr erfolgen.

## Gefährdung
Die IUCN schätzt den Bestand des Schwarzbrustweihs als ungefährdet ein. Die Art hat ein sehr großes Verbreitungsgebiet, ist jedoch im Süden und Osten des Verbreitungsgebietes selten oder fehlt gar.